# آرامگاه شاه زنده

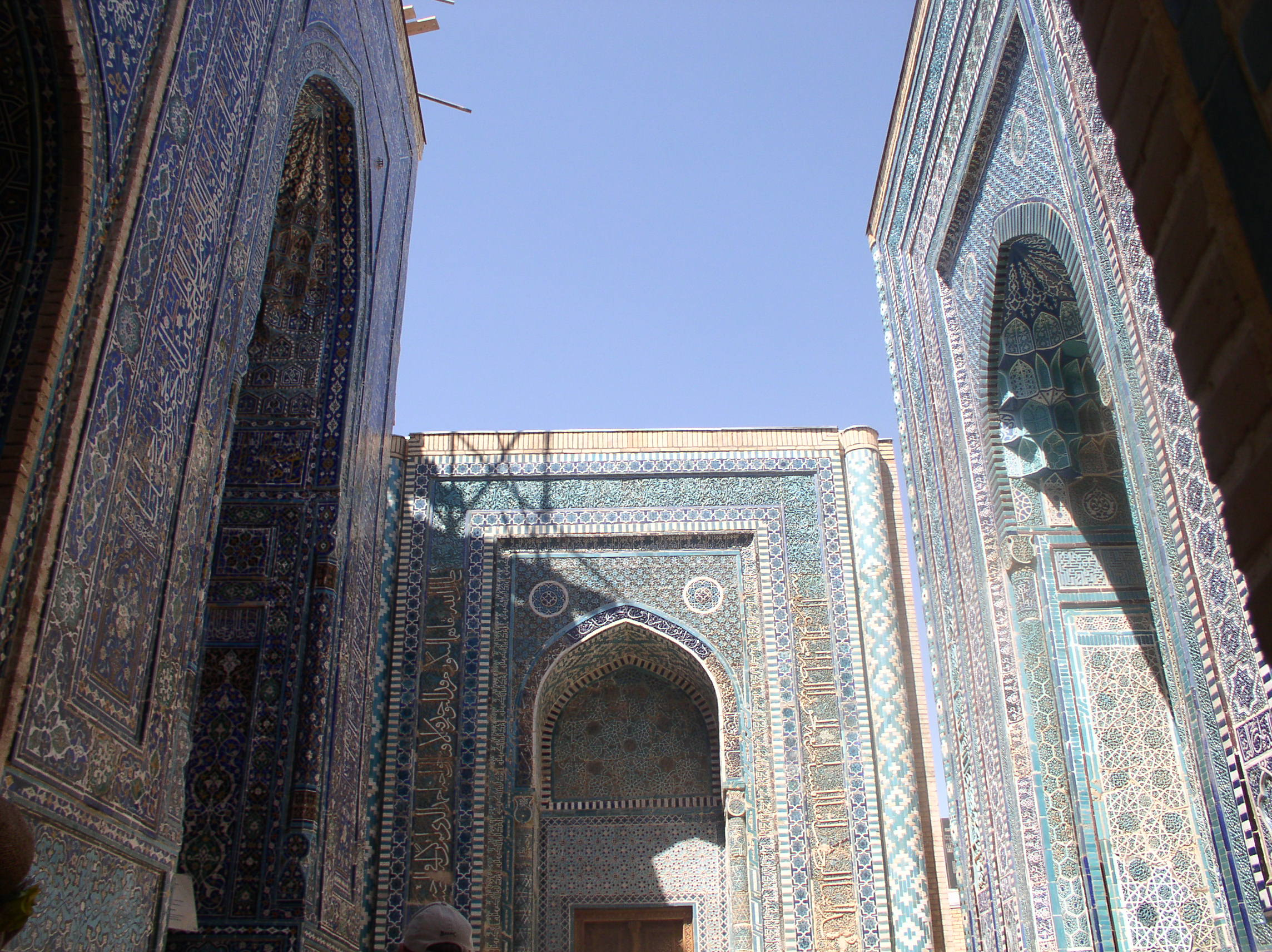

آرامگاه شاه زنده نام آرامگاهی در سمرقند است.
این آرامگاه اشاره به  قُثَم اِبن عباس پسر عموی محمد دارد که اسلام را به این منطقه آورد.
بر پایه باور مردم، هنگامی که سر قثم بریده شد، وی سرش را به دست خویش گرفت و به چاهی که درین آرامگاه است رفت و غایب شد.
این بنا دارای حدود ۲۰ ساختمان مختلف است که در مدت نه سده (از سده ۳ تا ۱۲ خورشیدی) در آن ساخته شده‌است.
بخش مادر بناها در شمال خاوری مجموعه قرار دارد. کهن‌ترین این بناها مقام قثم بن عباس است.
گروه بالایی بناها مشتمل بر ۳ آرامگاه است که کهن‌ترینشان آرامگاه خواجه احمد است که گذرگاه شمالی را کامل می‌کند. آرامگاه ۱۳۶۱ نیز گذرگاه خاوری را می‌بندد.

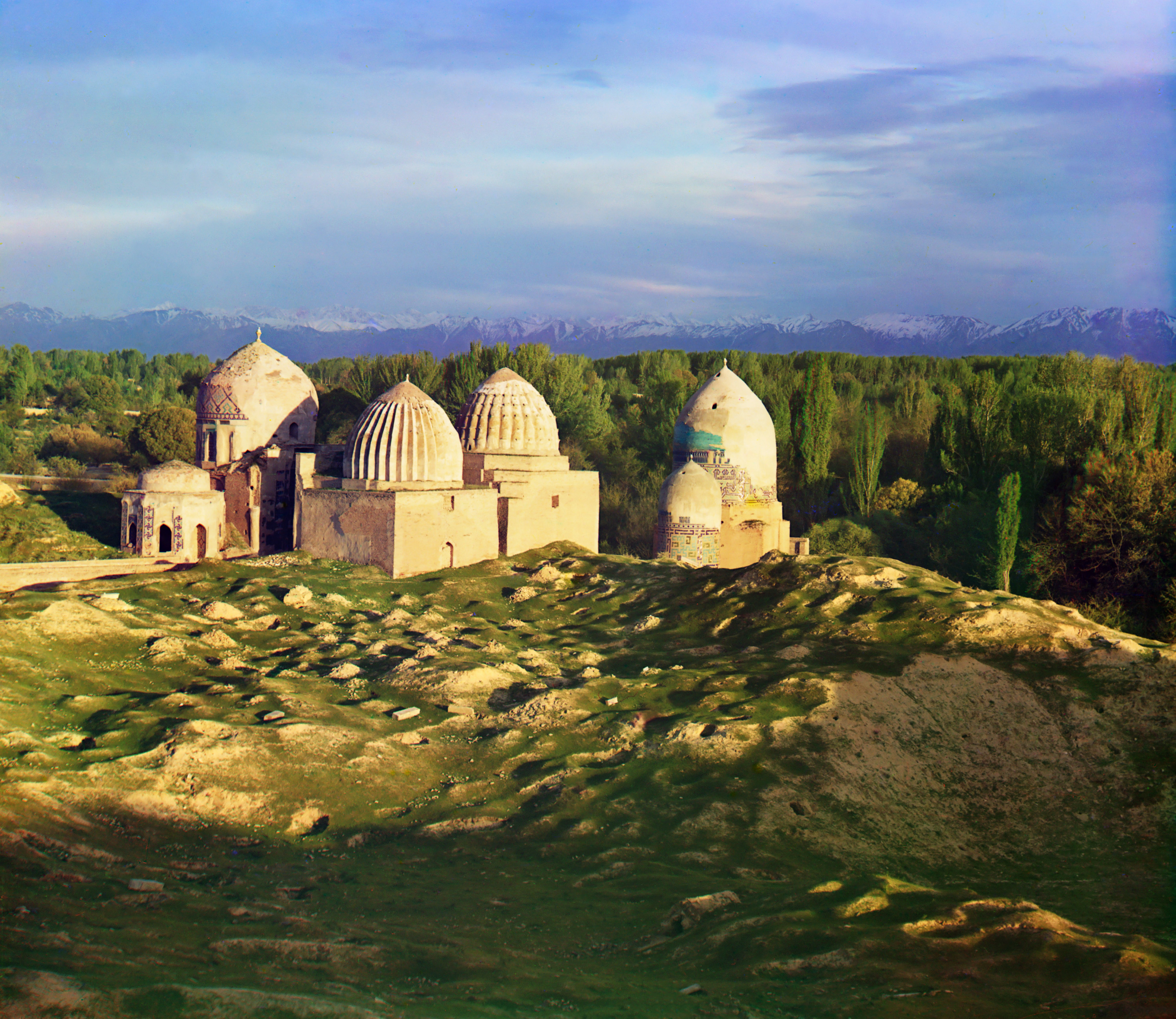

بناهای میانی آرامگاه‌هایی از سده‌های ۷ و ۸ خورشیدی است که بیشتر برای خویشاوندان تیمور مانند شادی ملک آغا خواهرزاده تیمور و شیرین بکا آغا خواهر تیمور بوده‌است.
روبروی آرامگاه شیرین بکا، بنایی هشت‌گوش متعلق یه سده ۸ باشنده است.
بنایی دوگنبدی هم که آرامگاه قاضی‌زاده رومی دانشمند هم‌عصر الغ‌بیگ است، درین جا به چشم می‌خورد
دروازه‌خانه هم که نام یک ورودی این بنا است، در این مجموعه آرامگاهی قرار دارد.

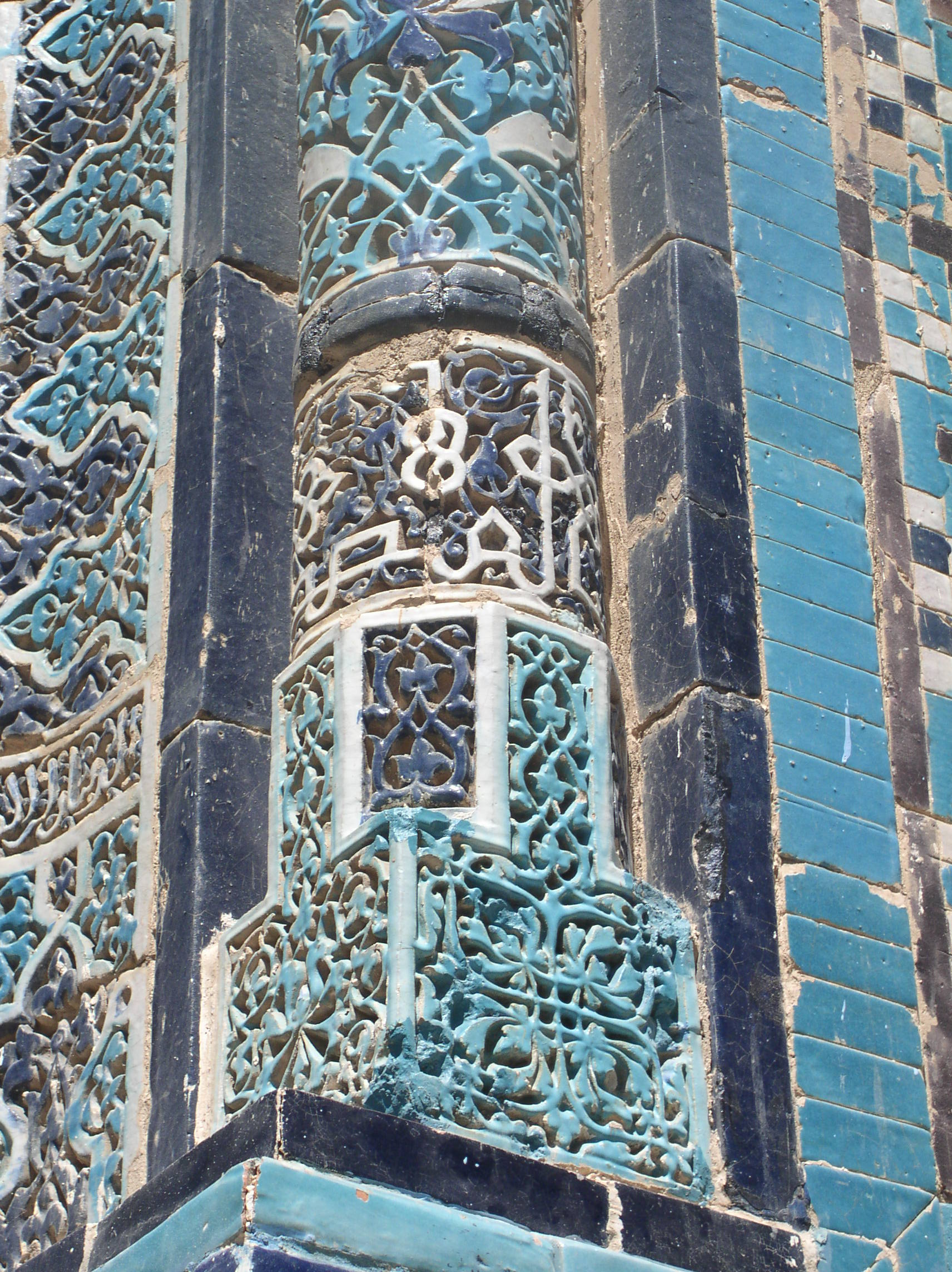